# Станіслав Єзерський
Станіслав Раймунд Єзерський гербу Новина (1698, або ймовірно 8 травня 1697 — 28 чи 29 квітня 1782, Львів) — шляхтич, латинський релігійний діяч, єпископ РКЦ в Бакеу.

## Життєпис
Народився, за одними даними, ймовірно 8 травня 1697 року, за старішими — 1698 року. Син луківського мечника, київського підстолія Кшиштофа Єзерського (пол. Krzysztof Jezierski) та його дружини Тереси з Цецішевських. Його братанком був луківський каштелян Яцек Єзерський.
Став монахом-домініканцем, взяв ім'я Раймунд. Філософсько-богословські студії мав у Кракові, Флоренції. Чернечі обіти склав 1714 року, будучи ченцем Люблінського монастиря. 1736 року у Кракові здобув ступінь доктора богослов'я. За сприяння кардинала Яна Александера Ліпського гербу Грабе у 1737 році став латинським єпископом у Бакеу, обряд посвячення в сан відбувся 4 травня 1737 (чи 1738) року в Кельцях. Для сейму 1746 року уклав меморандум щодо потреб його дієцезії. У 1751 році отримав згоду короля стосовно перенесення своєї резиденції до Снятина. У 1760 році костел у Снятині став катедрою Баківської дієцезії. В 1761 році Снятинська та Кутська парафії перейшли у підпорядкування Львівського латинського архиєпископа.
З канонічною візитацією відвідав Фарний костел Бучача 12 серпня 1754 року, Костел Внебовзяття Пресвятої Діви Марії (Наварія, 1755) 4 жовтня 1778 року провів обряд коронації ікони Летичівської Богородиці після визнання її чудотворною Папою Пієм VI.
Консекрував:
- 2 липня 1760 — Костел Непорочного Зачаття Пречистої Діви Марії (Городенка)[7] після завершення його будівництва.
- 1762 — костел в Острові-Любельськім.[8]

Був проповідником перед Коронним трибуналом. Його портрет 1752 року знаходився в монастирі домініканців у Кракові.
Помер 28 чи 29 квітня 1782 року у Львові. Був похований у криптах монастиря домініканців у Львові.